# Kuchenka benzynowa
Kuchenka benzynowa – rodzaj kuchenki wykorzystującej jako paliwo benzynę lub inne paliwa płynne np. naftę. Najczęściej spotykanymi kuchenkami benzynowymi są kuchenki turystyczne, ponieważ są wydajniejsze od gazowych w niskich temperaturach i na większych wysokościach przy niższym ciśnieniu. Do rozpalenia takiej kuchenki wymagane jest wstępne podgrzanie palnika, co może sprawiać trudności przy dużym wietrze. Kuchenki takie dzielą się na samoprężne i te z pompką. W samoprężnych ciśnienie wytwarzane jest przez podgrzanie zbiornika z paliwem, np. w niemieckim juwelu 34. Największymi wadami kuchenek na benzynę jest to, że są one droższe i cięższe od tradycyjnych gazowych i nie powinno się ich używać, a w szczególności rozpalać w namiocie. Ich zaletą jest to, że paliwo jest ogólnodostępne i tańsze niż kartusze gazowe, a także korzystniejszy jest stosunek masy paliwa do zbiornika, gdzie wystarczy plastikowy pojemnik, np. butelka.